# The Man They Scorned
The Man They Scorned est un film muet américain réalisé par Thomas H. Ince et Reginald Barker, sorti en 1912.

## Fiche technique
- Titre : The Man They Scorned
- Réalisation : Thomas H. Ince, Reginald Barker
- Pays de production :  États-Unis
- Langue : Anglais
- Date de sortie : 
  - États-Unis : 6 novembre 1912

## Distribution
- Richard Stanton
- Shorty Hamilton
- Ray Myers : Stein
- Francis Ford